# 新竹縣政府文化局
新竹縣政府文化局（簡稱：新竹縣文化局），前身為新竹縣立文化中心，是中華民國新竹縣政府所屬的一級行政機關，位於新竹縣竹北市。專門負責推動新竹縣各項藝術文化活動，也是新竹縣歷史文化資產保護的管理行政機關。服務場館有演藝廳、圖書館、縣史館、美術館與新瓦屋客家文化保存區等相關藝文展演場館。
其建築由建築師謝英俊所設計。

## 沿革
- 1996年3月，新竹縣立文化中心成立於新竹縣竹北市縣政九路146號。
- 2000年1月，新竹縣立文化中心改制為新竹縣文化局[1]。

## 組織架構

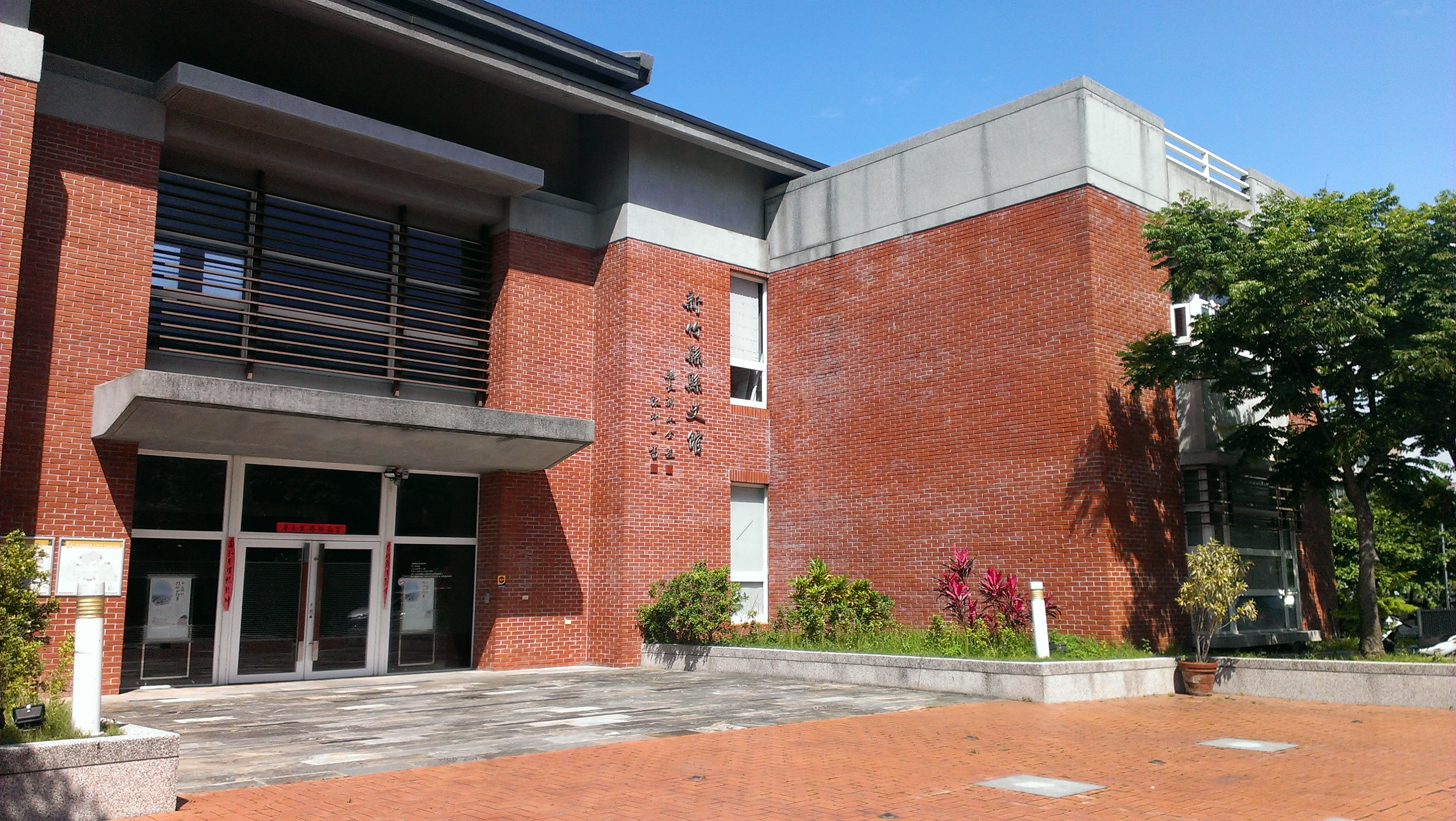
新竹縣縣史館

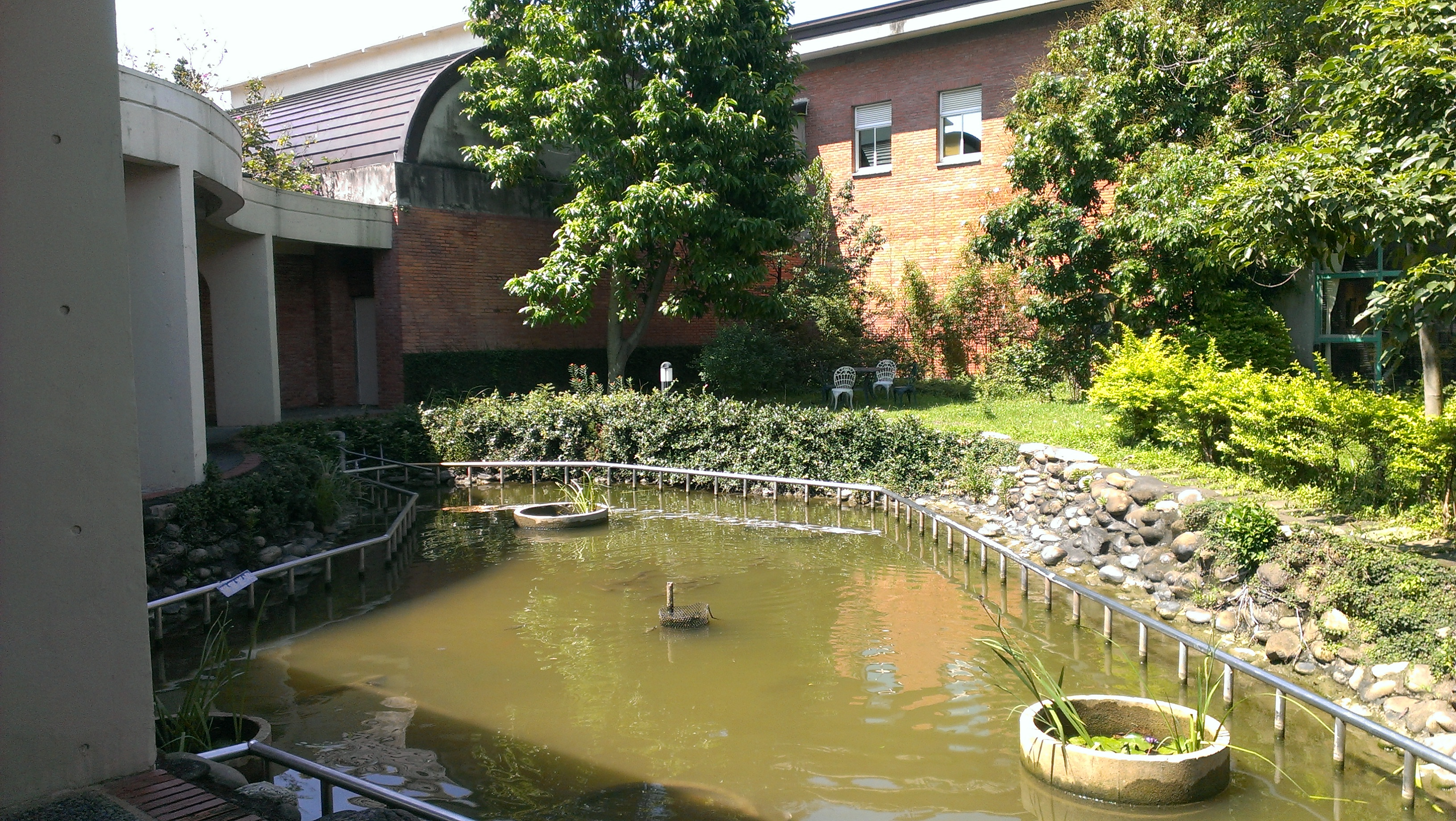
新竹縣政府文化局內的魚池

- 局長
- 副局長
- 秘書

### 行政單位
- 藝文推廣科
- 文化資產科
- 展覽藝術科
- 表演藝術科
- 圖書資訊科
- 博物館科
- 行政科
- 會計室
- 人事室[2]

### 服務場館
- 新竹縣縣史館[3]
- 圖書館[4]
- 演藝廳[5]
- 美術館[6]
- 新瓦屋客家文化保存區[7]

## 外部連結
- 新竹縣政府文化局全球資訊網 （页面存档备份，存于）（中文）（英文）
- 竹縣go藝思的Facebook專頁
- YouTube上的新竹縣政府文化局頻道

24°49′49″N 121°00′45″E / 24.830277°N 121.0125°E